# Підвісне випробування
Підвісне випробування (англ. A Suspended Ordeal) — американська короткометражна кінокомедія Роско Арбакла 1914 року.

## У ролях
- Роско ’Товстун’ Арбакл — Фатті
- Мінта Дарфі